# Presó de Tecoluca
La presó de Tecoluca (oficialment Centre de Confinament del Terrorisme) és un centre penitenciari de màxima seguretat amb capacitat per a 40.000 reclusos situada al municipi salvadorenc de Tecoluca, al departament de San Vicente, construïda durant la presidència de Nayib Bukele. És considerada la presó més gran d'Amèrica.

## Context
Entre 1980 a 1992, la Guerra Civil del Salvador va provocar una emigració massiva de salvadorencs. Aproximadament 92.000 persones van exiliar-se als Estats Units d'Amèrica, la majoria dels quals s'assentaren a Los Angeles, on sorgirien les dues principals maras de Centreamèrica, la Mara Salvatrucha i la Barrio 18. Alguns membres d'aquests grups criminals en situació administrativa irregular van ser deportats pel govern de Bill Clinton i van formar cèl·lules d'aquestes maras als seus països d'origen.
Tanmateix, el govern va eludir la situació d'aquests grups criminals fins a la dècada del 2000. El 2012, el president Mauricio Funes va pactar una treva secreta amb les maras, fet que va reduir temporalment la criminalitat, però el 2013 la violència va repuntar de nou fins al 2015 en què El Salvador va ser el país no en guerra més perillós del món amb una taxa de 103 homicidis per cada 100.000 habitants. El president Salvador Sánchez Cerén va començar a utilitzar les forces armades en tasques de seguretat pública. El 2015, la Cort Suprema va tipificar les maras, els seus membres i col·laboradors com a «terroristes» i va declarar il·legal qualsevol tipus de negociació amb ells.

## Descripció
El Centre de Confinament del Terrorisme (CECOT) va ser inaugurat el 31 de gener del 2023 amb el propòsit de ser un recinte per a la detenció de terroristes vinculats a les estructures de la Mara Salvatrucha, la Barrio 18, la Mao Mao i la Mara Máquina. La construcció de la presó va ser impulsada pel president Nayib Bukele i el pressupost va ser aprovat per l'Assemblea Legislativa el 2022.
Té una extensió de 116 hectàrees de terreny, de les quals 23 pertanyen als edificis de la presó, i compta amb 19 torres de vigilància. Compta amb pavellons de confinament, reflectors d'alta lluminositat, càmeres tèrmiques i quatre anells de seguretat amb murs perimetrals de formigó de 2.1 km de llarg i tanques electrificades amb càrregues de 15.000 volts. Manté una dotació permanent de 600 efectius de les forces armades i 250 efectius de la Policia Nacional Civil, a més dels carcellers de la Direcció General de Presons.
Els primers 2.000 presos hi van ser traslladats el 24 de febrer de 2023. El segon trasllat de 2.000 reclusos es va fer el 15 de març. El dissabte 26 de març El Salvador va viure la seva jornada més violenta dels darrers vint anys: 62 persones assassinades, la majoria sense cap vinculació amb el món de les bandes ni amb antecedents penals, segons fonts policials del país. La guerra contra las pandillas va desembocar en l'aplicació per part de l'executiu de Bukele de l'estat d'excepció, detencions indiscriminades i una reforma del codi penal que persegueix menors i periodistes, i que es va traduir en 21.000 detencions.